# Кайдзу
Кайдзу (яп. 海津市 Кайдзу-си) — город в Японии, находящийся в префектуре Гифу. Площадь города составляет 112,31 км², население — 36 030 человек (1 июля 2014), плотность населения — 320,81 чел./км².

## Географическое положение
Город расположен на острове Хонсю в префектуре Гифу региона Тюбу. С ним граничат города Хасима, Инабе, Айсай, Инадзава, Кувана и посёлки Йоро, Ваноути.

## Население
Население города составляет 36 030 человек (1 июля 2014), а плотность — 320,81 чел./км². Изменение численности населения с 1980 по 2005 годы:
| 1980 | 37 671 чел. |  |
| 1985 | 39 538 чел. |  |
| 1990 | 40 811 чел. |  |
| 1995 | 41 694 чел. |  |
| 2000 | 41 204 чел. |  |
| 2005 | 39 453 чел. |  |

## Символика
Деревом города считается сосна, цветком — Citrus unshiu.